# Adriano De Maio
Adriano De Maio (Biella, 29 marzo 1941) è un ingegnere italiano.

## Biografia
Ottiene la maturità classica al Liceo Ginnasio Giuseppe Parini di Milano nel 1959, poi, da alunno del Collegio Ghislieri di Pavia, si laurea in Ingegneria elettronica presso il Politecnico di Milano nel 1964. Inizia quindi l'attività didattica e scientifica presso lo stesso Politecnico partecipando, nel 1970-71, all'attivazione del corso di laurea in Ingegneria gestionale.
Rettore del Politecnico di Milano dal 1994 al 2002. Dal 2002 al 2005 Rettore dell'Università LUISS Guido Carli, attualmente Rettore Emerito e docente presso la Link Campus University della quale è stato Rettore dal 2014 al 2017.
Nel 2003 è nominato per un anno commissario del CNR, quindi in seguito presidente della Commissione di indagine per i problemi energetici. Dal 2000 al 2002 è stato anche presidente di Time, l'associazione che raggruppa 40 università tecniche di eccellenza. Successivamente gli viene affidata la presidenza di Area Science Park di Trieste e della Fondazione Distretto green e high-tech di Milano Brianza. È anche delegato per l'alta formazione, la ricerca e l'innovazione della Regione Lombardia.
Le sue riflessioni sulla riforma dell'università e sullo sviluppo della società della conoscenza e del ruolo che ha l'innovazione sono state utilizzate dalla Treccani per illustrare nel suo vocabolario il neologismo "knowledge worker", cioè l'operatore intellettuale che mette a profitto conoscenze teoriche e specialistiche specialmente nel mondo editoriale, dell'economia e delle tecnologie dell'informazione.
È considerato vicino al movimento cattolico laico Comunione e Liberazione. È stato invitato varie volte al Meeting per l'amicizia fra i popoli di Rimini, organizzato da Comunione e Liberazione.

## Riconoscimenti
Nel 2004 riceve la laurea ad honorem in ingegneria dall'Ecole Central de Paris.

## Opere
- Una svolta per l'università, Il Sole 24 Ore, 2002
- con Lodovico Festa, Sotto le ceneri dell'università. Una riforma necessaria quasi impossibile, BE Editore, 2009
- L'innovazione vincente, Brioschi Editore, 2011
- Vademecum per il futuro. Miglioramenti, cambiamenti, formazione, Eurolink, 2017
- con Maria Cristina Treu, Milano, il Politecnico. Strategie e rete territoriale, Maggioli Editore, 2018